# 4121 Carlin
4121 Carlin eller 1986 JH är en asteroid i huvudbältet som upptäcktes den 2 maj 1986 av International Near-Earth Asteroid Survey (INAS) vid Palomar-observatoriet. Den är uppkallad efter Carlin Singer- Brewster.
Asteroiden har en diameter på ungefär 6 kilometer och den tillhör asteroidgruppen Phocaea.